# Вуич, Николай Иванович
Никола́й Ива́нович Ву́ич (20 марта 1863 — 30 марта 1917, Петроград) — помощник управляющего делами Комитета министров в 1901—1906 гг., сенатор, гофмейстер.

## Биография
Православный. Из потомственных дворян Санкт-Петербургской губернии. Сын генерал-майора Ивана Васильевича Вуича (1813—1884) и Павлы Николаевны Лори.
По окончании Императорского училища правоведения в 1883 году, поступил на службу в канцелярию 1-го департамента Сената. Занимал должности помощника обер-секретаря (1888—1893) и обер-секретаря (1893—1898) означенного департамента.
В 1898 году был назначен начальником отделения канцелярии Комитета министров, а в 1901 году — помощником управляющего делами Комитета министров. К столетию этого учреждения составил исторический обзор деятельности Комитета министров в первые восемь лет царствования Николая II (1902). Был пожалован в гофмейстеры 6 декабря 1904 года. Осенью 1905 года, временно исправляя должность управляющего делами Комитета, стал непосредственным свидетелем возникновения Манифеста 17 октября. По просьбе графа Витте, изложил историю подписания манифеста в особой записке, которая была напечатана во 2-м томе Архива русской революции.
Камер-юнкер (1895), камергер (1899), действительный статский советник (1901), в должности гофмейстера (1903), гофмейстер (1904).
22 апреля 1906 года назначен сенатором, присутствующим в 1-м департаменте Сената. В годы Первой мировой войны состоял членом Романовского комитета.
Умер 30 марта 1917 года. Похоронен на Новодевичьем кладбище.

## Семья
С 6 февраля 1894 года был женат на Елизавете Вячеславовне Плеве, дочери министра внутренних дел В. К. Плеве. Их дети:
- Вячеслав (1896—1919), воспитанник Александровского лицея (1916), штабс-капитан лейб-гвардии Преображенского полка. Участник Белого движения на Восточном фронте, убит 19 ноября 1919 года[1].
- Юрий (1902—1917), воспитанник 6-го класса Пажеского корпуса. Убит революционной толпой 29 октября 1917 года[2].
- Сергей (р. 1904)
- Ольга (р. 1895)

## Награды
- Орден Святого Станислава 1-й ст. (1906);
- Орден Святой Анны 1-й ст. (1911).
- медаль «В память царствования императора Александра III»
- медаль «В память коронации императора Николая II»
- медаль «В память 300-летия царствования дома Романовых»